# -logy
-logy는 '~화', '~론', '~설', '~학', '~과학' 등을 의미하는 접미사이다.

## 의미, 역어
logy는 그리스어의 λεγειν(레게인, 이야기한다)이라는 동사로부터 파생한 명사 λόγος (로고스)에 접사 -ία가 붙은 λογία (로기아)의 영어 읽기이다.
로고스의 의미로서는 (1) 이야기, 말, 등과 (2) 논리, 섭리 등이 있었다.
따라서 "-logy"가 찔러 가리키는 내용에는 그만한 확대가 있어, 역으로서는 '~이야기', '~론', '~설', '~학', '~과학'등의 역어를 맞힐 수 있다.
어느 역어가 적격인가에 논의가 되는 일이 있다. 번역에는 번역자의 판단이 비집고 들어가기 때문이다.
최초부터 'logy' → '~론'이라고 거의 기계적으로 역어를 맞혀 통일해 두면 혼란은 없었다는 주장도 있지만, 그것은 그것대로 문제가 생긴다. 또 이제 와서는 실현은 곤란할 것이다.
역어의 혼란을 피하기 위해서, 번역은 아니고 단순 표기를 채용하는 예도 많다. (예. Ethology → 에솔로지. 동물행동학의 항 참조)

## 같이 보기
- 로고스